# The Accidental (ban nhạc)
The Accidental là một ban nhạc dân gian  đến từ Vương quốc Anh, gồm các thành viên của The Bicycle Thieves, Tunng và The Memory Band. Các thành viên của ban nhạc bao gồm Stephen Cracknell của The Memory Band, Samenders of Tunng, Hanna Caughlin của The Motorcycle Thief và ca sĩ kiêm nhạc sĩ Liam Bailey. Các thành viên khác của The Memory Band và người chơi đàn hạc trong đó Serafina Steer cũng đóng góp. Album đầu tay của họ, There Were Wolves, được thu âm trong căn hộ ở Cracknell's London với một máy tính và một cặp micro, và được Thrill J Racer Records phát hành vào tháng 4 năm 2008.

## Danh sách đĩa hát

### Albums
- There Were Wolves (Thrill J Racer Records, 2008)